# The Vicar of Wakefield
The Vicar of Wakefield é um filme mudo britânico de 1916, do gênero drama romântico, dirigido por Fred Paul, com roteiro de Benedict James baseado em romance de Oliver Goldsmith.

## Elenco
- Laura Cowie - Olivia Primrose
- A.E. George - Jenkinson
- John Hare - Dr. Charles Primrose
- Marie Illington - Sra. Primrose
- Martin Lewis - George Primrose
- Margaret Shelley - Sophia Primrose
- Mabel Twemlow - Miss Skeggs
- Ben Webster - Sir William
- Frank Woolf - Sr. Burchell

## Sinopse
Magistrado prende vigário por dívida e simula um casamento com sua filha.